# Pseudopolynoe inhaca
Pseudopolynoe inhaca är en ringmaskart som först beskrevs av Francis Day 1951.  Pseudopolynoe inhaca ingår i släktet Pseudopolynoe och familjen Polynoidae.
Artens utbredningsområde är Moçambique. Inga underarter finns listade i Catalogue of Life.